# Glucane
Un glucane est un polysaccharide (polymère d'oses) composé exclusivement de monomères de glucose. Ils peuvent être linéaires ou ramifiés.
Les glucanes sont des composés albumineux dont certains types (anciennement nommés leucosines) servent de réserve vacuolaire chez quelques groupes d'algues, notamment les Ochrophytes. Elles sont aussi présentes dans diverses céréales, comme le blé.

## Les différents types de glucanes

### α-glucanes
- Amidon, α-1,4- et α-1,6-glucane
- Amylopectine, α-1,4- et α-1,6-glucane
- Amylose, α-1,4-glucane
- Dextrane, α-1,6-glucane
- Glycogène, α-1,4- et α-1,6-glucane
- Pullulane, α-1,4- et α-1,6-glucane

### β-glucanes
Les β-glucanes sont des fibres alimentaires visqueuses, fermentescibles et solubles qu'on trouve naturellement dans l'avoine, l'orge, les champignons, les levures, les bactéries et les algues.
- Bêta-glucane d'avoine, β-1,3- et β-1,4-glucane

- Cellulose, β-1,4-glucane
- Chrysolaminarine (en), β-1,3-glucan
- Curdlan, β-1,3-glucane
- Laminarine, β-1,3- et β-1,6-glucane
- Lentinane, pur β-1,6:β-1,3-glucane isolé à partir du champignon Lentinus edodes
- Lichénine, β-1,3- and β-1,4-glucan
- Pamylon[précision nécessaire]
- Pleurane (en)   , β-1,3- et β-1,6-glucane isolé à partir du champignon Pleurotus ostreatus
- Zymosane, β-1,3-glucane